# Fronteira Coreia do Norte–Coreia do Sul
A fronteira entre Coreia do Norte e Coreia do Sul é a linha que limita os territórios de Coreia do Norte e Coreia do Sul. Ao longo desta linha estabeleceu-se a Zona Desmilitarizada da Coreia , uma faixa de segurança que protege o limite territorial de tréguas entre as repúblicas coreanas, estabelecido em 1953 e que tem 4 km de largura por 238 km de comprimento.
É a fronteira mais militarizada do mundo. Em 1970 foram descobertos três túneis que se usavam para espionagem e vinte anos depois encontrou-se um outro, todos construídos por militares da Coreia do Norte. Toda a zona está permanentemente iluminada, excepto na área da ferrovia de Kaesong e Kosong (ambas na parte norte-coreana), Munson e Sokcho (no lado sul-coreano). No meio da Zona Desmilitarizada fica a localidade de Panmunjon, onde se estabeleceu o armistício da Guerra da Coreia.
Em 1972 a fronteira foi reforçada com arame farpado e com postos de grande postes de luz que permitem iluminar todo o caminho, o esquema é mantido até hoje.[carece de fontes?]
A parte sul-coreana da ZDC está administrada pela República da Coreia e pelos Estados Unidos. A ZDC é, devido à escassa actividade humana, uma faixa de grande riqueza e diversidade ecológica de flora e fauna.